# Văn hóa Potapovka
Văn hóa Potapovka từ 2500—2000 trước Công nguyên là một nền văn hóa Thời đại Đồ đồng tập trung vào việc uốn cong Samara ở khu vực giữa Volga, dự báo tốt về phía đông vào thung lũng sông Samara.
Nó dường như chỉ được kết nối theo một cách văn hóa vật chất với giai đoạn trước của nền văn hóa Andronovo (thời kỳ Sintashta và Petrovka), nhưng có lẽ về mặt di truyền đối với nền văn hóa Poltavka, với những ảnh hưởng từ văn hóa Abashevo phía bắc hơn. Tuy nhiên, nó có thể được coi là hậu duệ của nền văn hóa Khvalynsk và Samara trước đó, cả hai trong cùng một phạm vi địa lý.
Việc chôn cất được thực hiện dưới hình thức kurgan (tumuli). Các ngôi mộ ít quan trọng hơn bao quanh khối u ban đầu. Động vật, hoặc là toàn bộ hoặc là một phần, là một trong những vật cúng dường (gia súc, cừu, dê, chó). Một hình thức chôn cất có cái đầu của xác chết được thay bằng con ngựa,
gợi nhớ đến tài khoản Vedic về cách Asvíns thay thế người đứng đầu linh mục Dadhyañc Artharvana bằng con ngựa để ông có thể tiết lộ bí mật của thức uống thiêng liêng. ——EIEC "Văn hóa Potapovka"
Văn hóa rất thoải mái với ngựa. Bánh xe và các phương tiện có bánh xe được xác định một cách bình đẳng trong phần còn lại.
Mallory lập luận rằng văn hóa Potapovka thiếu quan hệ di truyền rõ ràng với nền văn hóa Andronovo sớm, và Andronovo thiếu tổ tiên ngay lập tức tại địa phương, "quỹ đạo văn hóa" cho các xã hội Ấn-Âu của khu vực này cần được nhìn thấy từ hướng Tây.
Nó kế thừa văn hóa Yamna, và được kế thừa bởi văn hóa Srubna.

## Di truyền
Trong một nghiên cứu được công bố vào ngày 10 tháng 10 năm 2015, ba đơn vị của văn hóa Potapovka có thể được khảo sát. Tách từ cả hai nam giới (từ hai vị trí khác nhau) được xác định là Y-chromosome haplogroup R1a1. Việc trích xuất mtDNA từ hai trong số ba cá thể được xác định để đại diện cho một mẫu của haplogroup U2e và một mẫu của haplogroup T1. Danh sách cá nhân được khảo sát:
- - Kurgan chôn cất tại nghĩa trang Utyevka VI:
- kurgan 7, mộ 1, mẫu I0419, nam - Y-DNA R1a1a1b2 và mtDNA U2e1h
  - Kurgan chôn cất tại nghĩa trang Utyevka IV:
- kurgan 6, mộ 2, mẫu I0246, nam - Y-DNA R1a1a1 (Y-SNP calls for I0246); ban đầu được báo cáo là P1
- kurgan 4, mộ 1, mẫu I0418, nữ - mtDNA T1a1